# Goodeidae
Los mexclapiques o mexcalpiques son una familia de peces  (Goodeidae) de río incluida en el orden Cyprinodontiformes, endémicos de México. La familia incluye varios peces populares de acuario, como por ejemplo el mexclapique de cola roja (Xenotoca eiseni).
A pesar del uso generalizado de “mexcalpique”, etimológicamente lo correcto es mexclapique (A,F. Guzmán, com. pers. a JJSS, 2009). En el diccionario de mexicanismos aparece la entrada: mezclapique (o mesclapique), tomado de los Bandidos de Río Frío: "uno de mis muchachos está sentado en un puesto cercano al de Cecilia, comiéndose un taco de mezclapiques con aguacate". No existe, en cambio, el vocablo mezcalpique (Com. pers. A.F. Guzmán, 2012)
Casi todos son vivíparos con fecundación interna, los machos con los radios anteriores de la aleta anal apelotonados, más cortos y parcialmente separados del resto de la aleta -supuestamente formando un órgano copulador primitivo denominado pseudophallus-, las hembras con ambos ovarios fusionados en parte para formar un único órgano en el centro. Los embriones y los individuos recién eclosionados presentan una estructura similar a un cordón denominada trophotaeniae, que funciona como una placenta.
Hábitos de alimentación y formas corporales muy diversas, alcanzando una longitud máxima de 20 cm.

## Importancia para el hombre
En los últimos años se está produciendo una reducción significativa del tamaño de las poblaciones de mexcalpiques, principalmente debida a alteraciones antropogénicas tales como contaminación, eutrofización, modificación de hábitats y desertización; estimas recientes cifran en una pérdida del 80% comparado con los datos históricos. La baja importancia económica de los mexcalpiques para la pesca comercial en México ha hecho que esta familia sea ignorada en los esfuerzos de conservación, pero su pequeño tamaño y su uso como ejemplares para acuariología ha permitido que aumente el interés por investigar esta familia.

## Sistemática
Recientes estudios filogenéticos han datado la edad de esta familia en aproximadamente 16,5 millones de años, con la principal divergencia en el periodo Mioceno. La gran diversidad de especies que presenta puede ser atribuida a los acontecimientos volcánicos y geológicos históricos de esta región, que crearon las condiciones favorables para la especiación alopátrica de estos peces.
Actualmente se consideran 19 géneros, agrupados en dos subfamilias:
- Subfamilia Empetrichthyinae:
  - Crenichthys (Hubbs, 1932)
  - Empetrichthys (Gilbert, 1893)
- Subfamilia Goodeinae:
  - Allodontichthys (Hubbs y Turner, 1939)
  - Alloophorus (Hubbs y Turner, 1939)
  - Allotoca (Hubbs y Turner, 1939)
  - Ameca (Miller y Fitzsimmons, 1971)
  - Ataeniobius (Hubbs y Turner, 1939)
  - Chapalichthys (Meek, 1902)
  - Characodon (Günther, 1866)
  - Girardinichthys  (Bleeker, 1860 )
  - Goodea (Jordan, 1880)
  - Hubbsina (Bleeker 1860)
  - Ilyodon (Eigenmann, 1907)
  - Skiffia (Meek, 1902)
  - Xenoophorus (Hubbs y Turner, 1939)
  - Xenotaenia (Turner, 1946 )
  - Xenotoca (Hubbs y Turner, 1939)
  - Zoogoneticus (Meek, 1902)